# 연안방어상급사령부
연안방어상급사령부(독일어: Oberkommando der Küstenverteidigung 오버코만도 데어 퀴슈텐퍼타이디궁[*])은 제1차 세계 대전 당시 독일 제국의 야전군급 사령부이다. 1916년 편성되어 1918년 해산될 때까지 독일 본토에서 활동했다.
1916년 4월 14일 북해 또는 발트해 연안 또는 덴마크를 통해 독일 본토를 공격받을 가능성에 대비하기 위해 편성되었고 본부는 함부르크에 소재했다. 연안방어상급사령부의 임무는 연안 방어 상태를 유지하고 필요한 경우 방어군을 소집하는 것이었다. 이를 위해 연안방어상급사령부는 해안선이 포함된 위수지역을 가진 모든 군단(제1육군단, 제2육군단, 제9육군단, 제10육군단) 및 제17육군단의 부군단들에 대한 지휘권한을 가졌다. 1916년 9월 이후 네덜란드 국경지대의 군단들(제7육군단, 제8육군단)도 연안방어상급사령부의 소관에 포함되었다.
1918년 9월 18일 이후 연안방어상급사령부에는 사령관이 부임하지 않았으며, 1918년 11월 1일 사실상 활동을 중지하였고 1919년 1월 24일 해산되었다.

## 역대 사령관
| 독일 제국 연안방어상급사령부 사령관 | 독일 제국 연안방어상급사령부 사령관 | 독일 제국 연안방어상급사령부 사령관 | 독일 제국 연안방어상급사령부 사령관 | 독일 제국 연안방어상급사령부 사령관 |
| 취임일                              | 계급                                | 성명                                | 이전보직                            | 이후보직                            |
| ----------------------------------- | ----------------------------------- | ----------------------------------- | ----------------------------------- | ----------------------------------- |
| 1916년 4월 15일                     | 상급대장                            | 루트비히 폰 팔켄하우젠              | 팔켄하우젠 분견군                   | 제6군상급사령부                     |
| 1916년 8월 29일                     | 상급대장                            | 요지아즈 폰 헤어링겐                | 제7군상급사령부                     |                                     |
| 1918년 9월 19일                     | 사령관 없음                         | 사령관 없음                         |                                     |                                     |

## 참고 자료
- Cron, Hermann (2002). Imperial German Army 1914–18: Organisation, Structure, Orders-of-Battle [first published: 1937]. Helion & Co. ISBN 1-874622-70-1.
- Ellis, John; Cox, Michael (1993). The World War I Databook. Aurum Press Ltd. ISBN 1-85410-766-6.